# Mima Jaušovec
Mima Jaušovec (srb. Мима Јаушовец; Maribor, 20 luglio 1956) è un'ex tennista jugoslava.
In carriera si è spinta fino alla posizione n° 6 del ranking vincendo in totale 16 tornei: 5 in singolare e 11 in doppio; e 2 Open di Francia: uno in singolare nel 1977, prima tennista jugoslava a riuscirci, e uno in coppia con Virginia Ruzici nel 1978. Al Roland Garros ha inoltre raggiunto la finale altre due volte: nel 1978, perdendo contro la compagna di doppio, Virginia Ruzici, e nel 1983 perdendo contro Chris Evert. Annuncia il suo ritiro nel 1988 all'età di 32 anni e dopo 13 anni di tennis professionistico.

## Biografia
Tra i suoi primi coach vi fu l'ex tennista Jelena Genčić, che negli anni successivi avrebbe seguito i primi passi anche di Monica Seles, Novak Đoković, Goran Ivanišević e Iva Majoli. Nel 1973 Jaušovec vinse l'Open di Francia juniores e l'Orange Bowl a Miami, prima donna europea a riuscire in tale impresa. Nel 1974 vinse il torneo juniores di Wimbledon, mentre a livello senior è riconosciuta per la vittoria nel primo turno su Martina Navrátilová, unica sconfitta al primo turno di quest'ultima in questo torneo.
Giunse in finale all'Open di Francia tre volte vincendo l'edizione del 1977 battendo Florența Mihai con un punteggio di 6-2, 6-7, 6-1, nonostante avvertisse un forte dolore al ginocchio sinistro il quale le darà problemi per tutta la carriera. L'anno successivo si fermò in finale venendo battuta da Virginia Ruzici in due set finiti entrambi 6-2, e dopo alcuni anni, nel 1983, la sua terza finale persa contro la statunitense Chris Evert con 6-1, 6-2.
Sempre nel singolo vinse l'edizione del 1976 delle Internazionali d'Italia avendo la meglio sull'australiana Lesley Hunt con 6-1, 6-3. Sempre nello stesso anno arriva fino alla semifinale dell'US Open dove viene sconfitta da Chris Evert, unica tennista che non riuscirà mai a sconfiggere. Fra gli altri tornei vinti l'East West Bank Classic del 1982 battendo in finale Sylvia Hanika 6-2, 7–6(4) e il Qatar Telecom German Open del 1978 dove vinse Virginia Ruzici con 6-2, 6-3. Nel ranking giunse alla sesta posizione il 22 marzo 1982.
Nel doppio nel 1978 vinse l'Open di Francia in coppia con la sua avversaria nel singolo Virginia Ruzici riuscendo a sconfiggere il duo composto da Lesley Turner Bowrey e Gail Sherriff Lovera 5-7, 6-4. La stessa Ruzici le farà da compagna in molti dei tanti titoli vinti (7 su 11). Nello stesso anno arrivarono in finale anche a Wimbledon e qui furono vittime della loro peggior sconfitta, secondo quanto riferito dalla tennista jugoslava, trovandosi con due match points nel secondo set. Vennero sconfitte da Kerry Melville e da Wendy Turnbull con il punteggio di 4-6, 9-8, 6-3. Altri risultati importanti sono le due semifinali raggiunte nell'US Open nel 1976 e nel 1983.
Nel 1980 raggiunge la semifinale agli Australian Open.
Nel 1985 fu costretta ad operarsi al ginocchio sinistro. Questo intervento segnerà il declino della sua carriera tennistica non riuscendo più a raggiungere i livelli precedenti, nonostante un terzo turno nel suo amato Open di Francia nel 1986.
In carriera ha vinto montepremi per un totale di 933.926 dollari.
Vanta numerose vittorie contro tenniste della Top 10 come: Martina Navrátilová (n° 1), Virginia Wade (n° 2), Wendy Turnbull (n° 3), Evonne Goolagong (n ° 1), Andrea Jaeger (n° 2) e Sylvia Hanika (n° 5).